# Chloroclystis punicea
Chloroclystis punicea är en fjärilsart som beskrevs av Alfred Philpott 1923. Chloroclystis punicea ingår i släktet Chloroclystis och familjen mätare. Inga underarter finns listade i Catalogue of Life.